# Päpstliche Akademie der Unbefleckten Empfängnis
Die Päpstliche Akademie der Unbefleckten Empfängnis, auch Päpstliche Akademie der Immakulata genannt (italienisch Pontificia Accademia dell’Immacolata) war eine Päpstliche Akademie der Römischen Kurie, die sich der Förderung der Verständnisses der Unbefleckten Empfängnis widmete und die von 1835 bis 2012 bestand. Sie war die älteste mariologisch tätige Päpstliche Akademie.

## Geschichte
Die Akademie entstand 1835 in Rom aus einem Kreis junger Männer, die sich sowohl der Verehrung der unbefleckten Jungfrau im Gebet widmeten als auch mariologischen Studien. Es waren vor allem Studenten der Päpstlichen Universität Gregoriana und des Päpstlichen Römischen Priesterseminars, die sich um einen jungen Priester, Vincenzo Emili, geschart hatten. Die neue Akademie war nach dem Namen ihres Gründungsdirektors zunächst als „Accademia Emiliana“ bekannt.
Von der Kongregation für die Studien wurde die Akademie am 7. Juli 1847 unter dem Namen „Accademia dell’Immacolata Concezione di Maria Vergine“ anerkannt und der Päpstlichen Akademie der Wissenschaften unterstellt. 1854 erhielt sie ihren Sitz an der Basilika der Minoriten, Santi XII Apostoli. Papst Pius IX. verlieh ihr am 8. Dezember 1864 den Titel einer Päpstlichen Akademie.
1938 wurde mit Zustimmung durch Papst Pius XI. die akademische Feier „Omaggio floreale“ (Blumengruß) begründet, die alljährlich am 8. Dezember an der Piazza di Spagna an der Colonna dell’Immacolata, der Säule der Unbefleckten, zusammen mit dem Papst begangen wird, der zu Füßen der Säule ein Blumengebinde niederlegt.
Am 8. Dezember 1988 erhielt die Akademie neue Statuten. Diese nannten als eine ihrer Aufgaben die „Förderung und Koordinierung der Studien zur Vertiefung des marianischen Dogmas der Unbefleckten Empfängnis“. Die Akademie wurde von einem Präsidenten geleitet, der mit dem Päpstlichen Rat für die Kultur zusammenarbeitete und dem Rat zur Koordinierung der Päpstlichen Akademien angehörte.
Am 4. Dezember 2012 wurde die Päpstliche Akademie der Unbefleckten Empfängnis mit der jüngeren Internationalen Marianischen Päpstlichen Akademie zusammengeschlossen. Dies geschah durch ein Rescriptum ex Audientia SS.mi von Papst Benedikt XVI.